# 安德烈·施泰纳
安德烈·施泰纳（德語：André Steiner，1970年2月8日—），德国男子赛艇运动员。他曾代表德国参加1996年夏季奥林匹克运动会赛艇比赛，联同安德烈亚斯·哈耶克、斯特凡·福尔克特和安德烈·维尔姆斯获得男子四人双桨金牌。